# ليزلي دان
ليزلي دان هو صيدلي كندي، ولد في 26 نوفمبر 1929 في بودابست في المجر.